# Holocausto en Eslovaquia

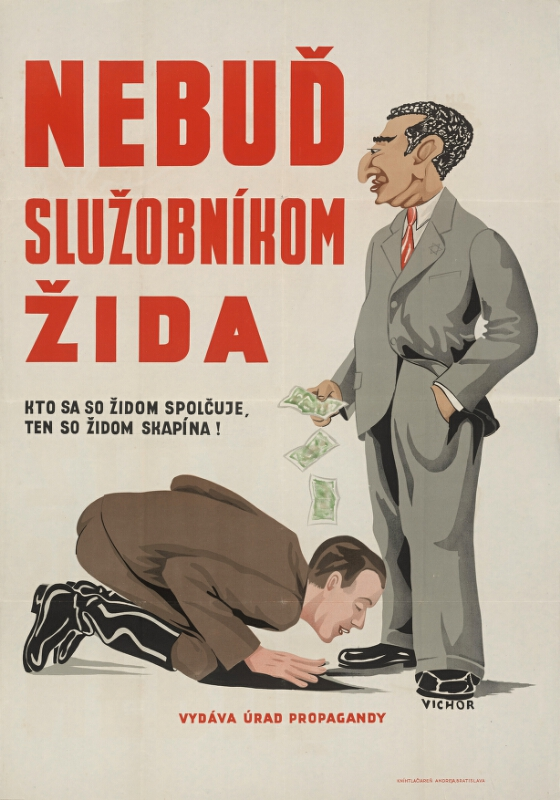
Un cartel de propaganda eslovaca exhorta a los lectores a "no ser criados del judío".

El Holocausto en Eslovaquia fue el despojo sistemático, la deportación y el asesinato de judíos en el Estado eslovaco, un estado cliente de la Alemania nazi, durante la Segunda Guerra Mundial. De los 89.000 judíos que había en el país en 1940, unos 69.000 fueron asesinados en el Holocausto.
Tras el Acuerdo de Múnich de septiembre de 1938, Eslovaquia declaró unilateralmente su autonomía dentro de Checoslovaquia, pero perdió una parte importante de su territorio en favor de Hungría en el Primer Laudo de Viena, firmado en noviembre. Al año siguiente, con el apoyo de Alemania, el Partido Popular Eslovaco gobernante declaró la independencia de Checoslovaquia. La propaganda estatal culpó a los judíos de las pérdidas territoriales. Los judíos fueron objeto de discriminación y acoso, incluida la confiscación de sus propiedades y negocios. La exclusión de los judíos de la economía empobreció a la comunidad, lo que animó al gobierno a reclutarlos para realizar trabajos forzados. El 9 de septiembre de 1941, el gobierno promulgó el Código Judío, que afirmó ser la ley antijudía más estricta de Europa.
En 1941, el gobierno eslovaco negoció con la Alemania nazi la deportación masiva de judíos a la Polonia ocupada por los alemanes. Entre marzo y octubre de 1942, 58.000 judíos fueron deportados al campo de concentración de Auschwitz y al distrito de Lublin de la Gobernación General; solo unos pocos cientos sobrevivieron hasta el final de la guerra. El gobierno eslovaco organizó los transportes y pagó 500 marcos del Reich por cada judío para el supuesto coste del reasentamiento. La persecución de los judíos se reanudó en agosto de 1944, cuando Alemania invadió Eslovaquia y provocó el Levantamiento Nacional Eslovaco. Otros 13.500 judíos fueron deportados y entre cientos y miles fueron asesinados en Eslovaquia por el Einsatzgruppe H y las Divisiones de Emergencia de la Guardia Hlinka.
Tras la liberación por el Ejército Rojo, los supervivientes se enfrentaron a un renovado antisemitismo y a la dificultad de recuperar los bienes robados; la mayoría emigró tras el golpe comunista de 1948. El régimen comunista de posguerra censuró el debate sobre el Holocausto; la libertad de expresión se restableció tras la caída del régimen comunista en 1989. La complicidad del gobierno eslovaco en el Holocausto sigue siendo cuestionada por los nacionalistas de extrema derecha.

## Antecedentes

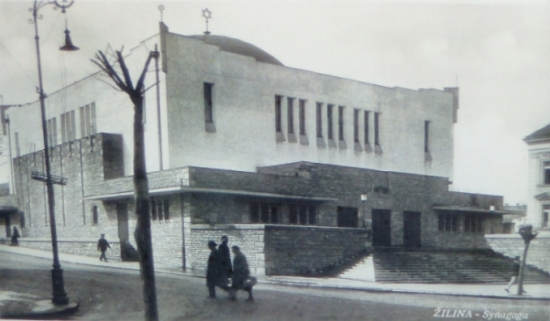
La Nueva Sinagoga en Žilina poco después de ser terminada. c. 1931.

Antes de 1939, Eslovaquia nunca había sido un país independiente; su territorio formó parte del Reino de Hungría durante mil años. Se han documentado diecisiete comunidades judías medievales en el territorio de la actual Eslovaquia, pero la presencia judía significativa terminó con las expulsiones que siguieron a la derrota húngara en la batalla de Mohács en 1526. Muchos judíos emigraron en los siglos XVII y XVIII. Los judíos de Moravia se asentaron al oeste de los montes Tatra, formando los judíos del Oberlander, mientras que los judíos de Galicia se asentaron al este de los montes, formando una comunidad separada (judíos del Unterlander) influenciada por el jasidismo. Debido al cisma del judaísmo húngaro, las comunidades se dividieron a mediados del siglo XIX en facciones ortodoxas (la mayoría), statu quo y neológicas más asimiladas. Tras la emancipación judía, completada en 1896, muchos judíos adoptaron la lengua y las costumbres húngaras para avanzar en la sociedad.
Aunque no estaban tan integrados como los judíos de Bohemia y Moravia, muchos judíos eslovacos se trasladaron a las ciudades y se incorporaron a las profesiones; otros permanecieron en el campo, trabajando principalmente como artesanos, comerciantes y tenderos. Los judíos encabezaron los cambios económicos del siglo XIX que condujeron a un mayor comercio en las zonas rurales y, a finales de siglo, constituían alrededor del 70% de los banqueros y empresarios de las tierras altas eslovacas. Aunque unos pocos judíos apoyaban el nacionalismo eslovaco, a mediados del siglo XIX el antisemitismo se había convertido en un tema del movimiento nacional eslovaco, tachando a los judíos de "agentes de la magiarización" y "el más poderoso apoyo de las clases dominantes [húngaras]", en palabras del historiador Thomas Lorman. En las tierras eslovacas occidentales, estallaron disturbios antijudíos a raíz de las revoluciones de 1848; se produjeron más disturbios debido al libelo de sangre de Tiszaeszlár en 1882-1883.. Al antisemitismo religioso tradicional se unió la visión estereotipada de los judíos como explotadores de los eslovacos pobres (antisemitismo económico) y el antisemitismo nacional: Los judíos estaban fuertemente asociados al Estado húngaro y se les acusaba de simpatizar con los húngaros a costa de las ambiciones eslovacas.
Tras la Primera Guerra Mundial, Eslovaquia pasó a formar parte del nuevo país de Checoslovaquia. Los judíos vivían en 227 comunidades (en 1918) y su población se estimaba en 135.918 (en 1921). Tras la declaración de independencia (1918-1920) estallaron disturbios antijudíos, aunque la violencia no fue tan grave como en Ucrania o Polonia. Los nacionalistas eslovacos asociaban a los judíos con el Estado checoslovaco y los acusaban de apoyar el checoslovaquismo. Se produjeron acusaciones de difamación de sangre en Trenčin y en Šalavský Gemer en la década de 1920. En la década de 1930, la Gran Depresión afectó a los empresarios judíos y también aumentó el antisemitismo económico. El subdesarrollo económico y la percepción de la discriminación en Checoslovaquia llevaron a una pluralidad (aproximadamente un tercio) de eslovacos a apoyar al conservador y etnonacionalista Partido Popular Eslovaco (eslovaco: Hlinkova slovenská ľudová strana: HSĽS).  El HSĽS consideraba que los grupos minoritarios como los checos, los húngaros, los judíos y los romaníes eran una influencia destructiva para la nación eslovaca, y presentaba la autonomía eslovaca como la solución a los problemas de Eslovaquia. El partido empezó a hacer hincapié en el antisemitismo a finales de la década de 1930, tras la oleada de refugiados judíos procedentes de Austria en 1938 y las leyes antijudías aprobadas por Hungría, Polonia y Rumanía.

## Independencia de Eslovaquia

Pérdidas territoriales de Eslovaquia a manos de Hungría en 1938 (2) y 1939 (3). Alemania se anexionó el lugar (4) y estableció la Zona de Protección en (5). (1) anexionada por Checoslovaquia después de la guerra.

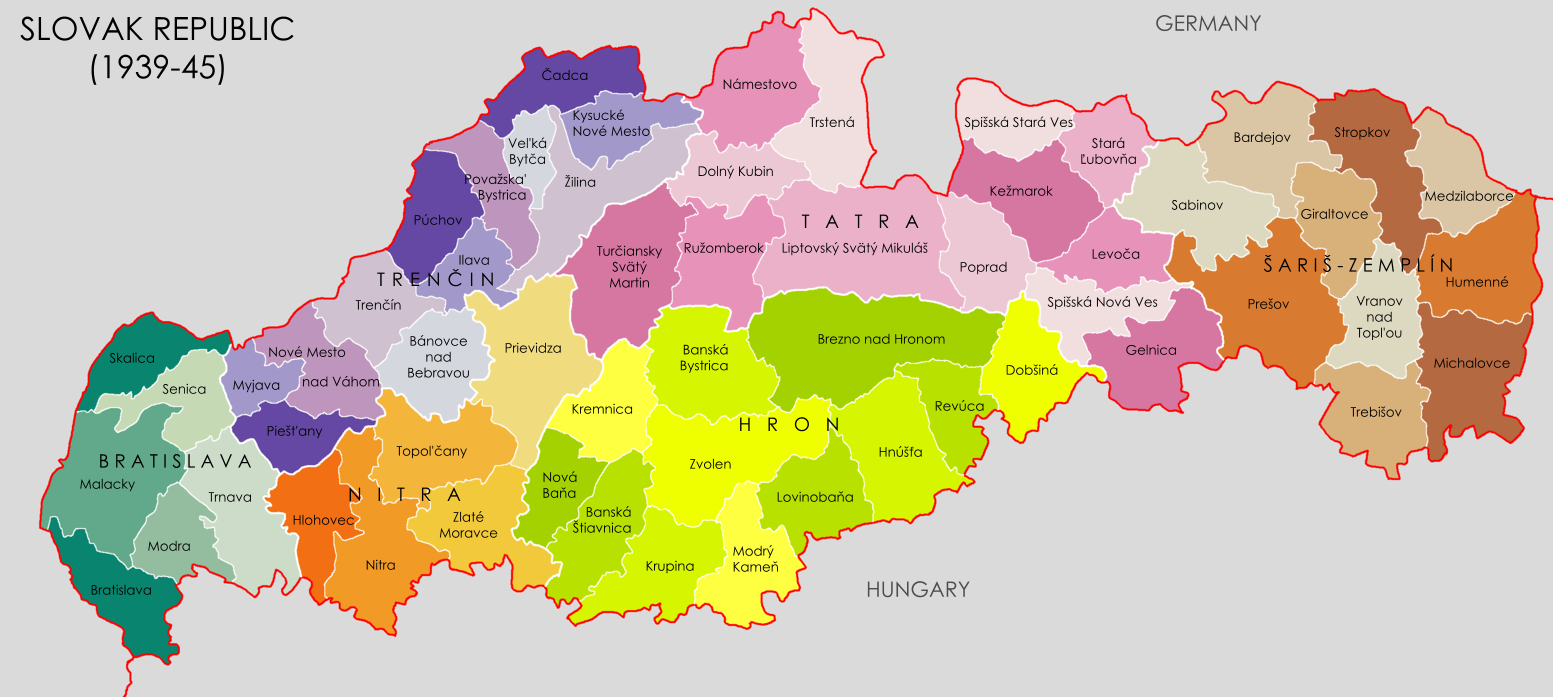
Regiones administrativas del Estado Eslovaco (1939-1945)

El Acuerdo de Múnich de septiembre de 1938 cedió a Alemania los Sudetes, la región de habla alemana de las tierras checas. El HSĽS aprovechó el caos político resultante para declarar la autonomía de Eslovaquia el 6 de octubre. Jozef Tiso, sacerdote católico y líder del HSĽS, se convirtió en primer ministro de la región autónoma eslovaca. El catolicismo, la religión del 80% de los habitantes del país, era clave para el régimen, ya que muchos de sus dirigentes eran obispos, sacerdotes o laicos. Bajo el liderazgo de Tiso, el gobierno eslovaco inició negociaciones en Komárno con Hungría sobre su frontera. La disputa fue sometida a arbitraje en Viena por la Alemania nazi y la Italia fascista. El 2 de noviembre se adjudicó a Hungría gran parte del sur de Eslovaquia, incluido el 40% de las tierras cultivables del país y 270.000 personas que habían declarado su etnia checoslovaca.
El HSĽS consolidó su poder aprobando una ley de habilitación, prohibiendo los partidos de la oposición, cerrando los periódicos independientes, distribuyendo propaganda antisemita y anticheca, y fundando la Guardia Hlinka paramilitar. Los partidos de las minorías alemana y húngara fueron permitidos bajo la hegemonía del HS, y el Partido Alemán formó la milicia Freiwillige Schutzstaffel. HSĽS imprisoned thousands of its political opponents,  El HSĽS encarceló a miles de sus oponentes políticos, pero nunca ejecutó una sentencia de pena capital. Las elecciones libres de diciembre de 1938 dieron como resultado un 95 por ciento de votos para el HSĽS.
El 14 de marzo de 1939, el Estado eslovaco proclamó su independencia con el apoyo y la protección de Alemania. Al día siguiente, Alemania se anexionó e invadió el Estado checo, y Hungría se apoderó de Rutenia de los Cárpatos con el beneplácito alemán. En un tratado firmado el 23 de marzo, Eslovaquia renunció a gran parte de su política exterior y su autonomía militar a favor de Alemania a cambio de garantías fronterizas y asistencia económica. No era ni totalmente independiente ni un estado títere alemán, sino que ocupaba un estatus intermedio. En octubre de 1939, Tiso, líder de la rama conservadora-clerical del HSĽS, se convirtió en presidente; Vojtech Tuka, líder del ala radical fascista del partido, fue nombrado primer ministro. Ambas alas del partido lucharon por el favor de Alemania. El ala radical del partido era proalemana, mientras que los conservadores estaban a favor de la autonomía respecto a Alemania; los radicales contaban con la Guardia Hlinka y el apoyo alemán, mientras que Tiso era popular entre el clero y la población.

## Medidas antisemitas (1938-1941)

### Acciones iniciales

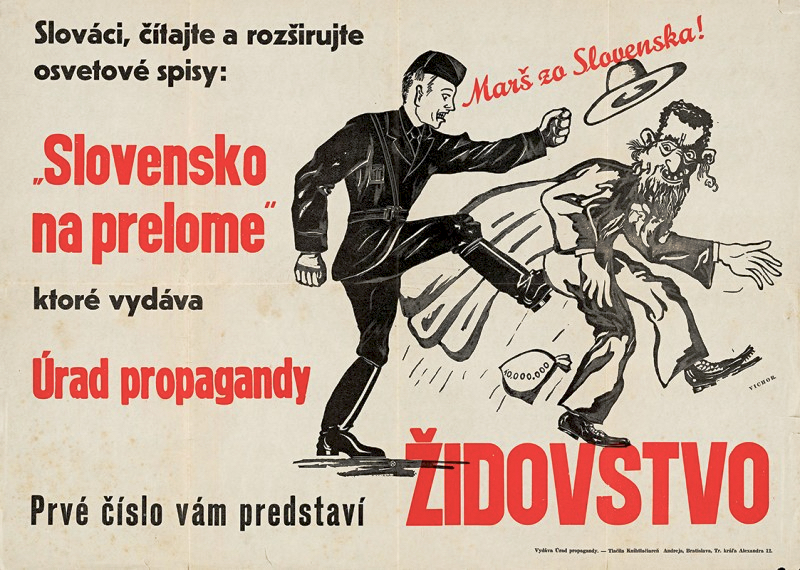
Propaganda gubernamental ordenando a los judíos a "¡Fuera de Eslovaquia!"

Inmediatamente después de llegar al poder en 1938, el gobierno autónomo comenzó a despedir a los empleados públicos judíos. El 23 de enero de 1939 se fundó el Comité para la Solución de la Cuestión Judía para debatir la legislación antijudía. Los medios de comunicación patrocinados por el Estado demonizaron a los judíos como "enemigos del Estado" y de la nación eslovaca. Los negocios judíos fueron asaltados y se produjeron ataques físicos contra los judíos tanto de forma espontánea como por instigación de la Guardia Hlinka y la Freiwillige Schutzstaffel. En su primer discurso radiofónico tras la creación del Estado eslovaco en 1939, Tiso hizo hincapié en su deseo de "resolver la cuestión judía"; la legislación antijudía fue la única medida concreta que prometió. La persecución de los judíos fue un elemento clave de la política interior del Estado. Las medidas discriminatorias afectaban a todos los aspectos de la vida, y servían para aislar y desposeer a los judíos antes de ser deportados.
En los días posteriores al anuncio del Primer Premio de Viena, estallaron disturbios antisemitas en Bratislava; los periódicos justificaron los disturbios con el supuesto apoyo de los judíos a Hungría durante las negociaciones de la partición. Adolf Eichmann, un funcionario nazi que había sido enviado a Bratislava, fue coautor de un plan con Tiso y otros políticos del HSĽS para deportar a los judíos empobrecidos y extranjeros al territorio cedido a Hungría. Mientras tanto, los judíos con un patrimonio superior a 500.000 coronas checoslovacas (Kčs) fueron arrestados en un intento infructuoso de evitar la fuga de capitales.  Entre el 4 y el 7 de noviembre fueron deportados entre 4.000 y 7.600 judíos, en una operación caótica, similar a un pogromo, en la que participaron la Guardia Hlinka, la Freiwillige Schutzstaffel y el Partido Alemán. Entre los deportados había niños pequeños, ancianos y mujeres embarazadas. Pocos días después, Tiso canceló la operación; la mayoría de los judíos pudieron regresar a sus hogares en diciembre. Más de 800 fueron confinados en campos de tiendas improvisados en Veľký Kýr, Miloslavov y Šamorín, en la nueva frontera eslovaco-húngara, durante el invierno. Las deportaciones eslovacas se produjeron justo después de la deportación por parte de Alemania de miles de judíos polacos, atrajeron la crítica internacional, redujeron la inversión británica, aumentaron la dependencia del capital alemán y fueron un ensayo para las deportaciones de 1942.

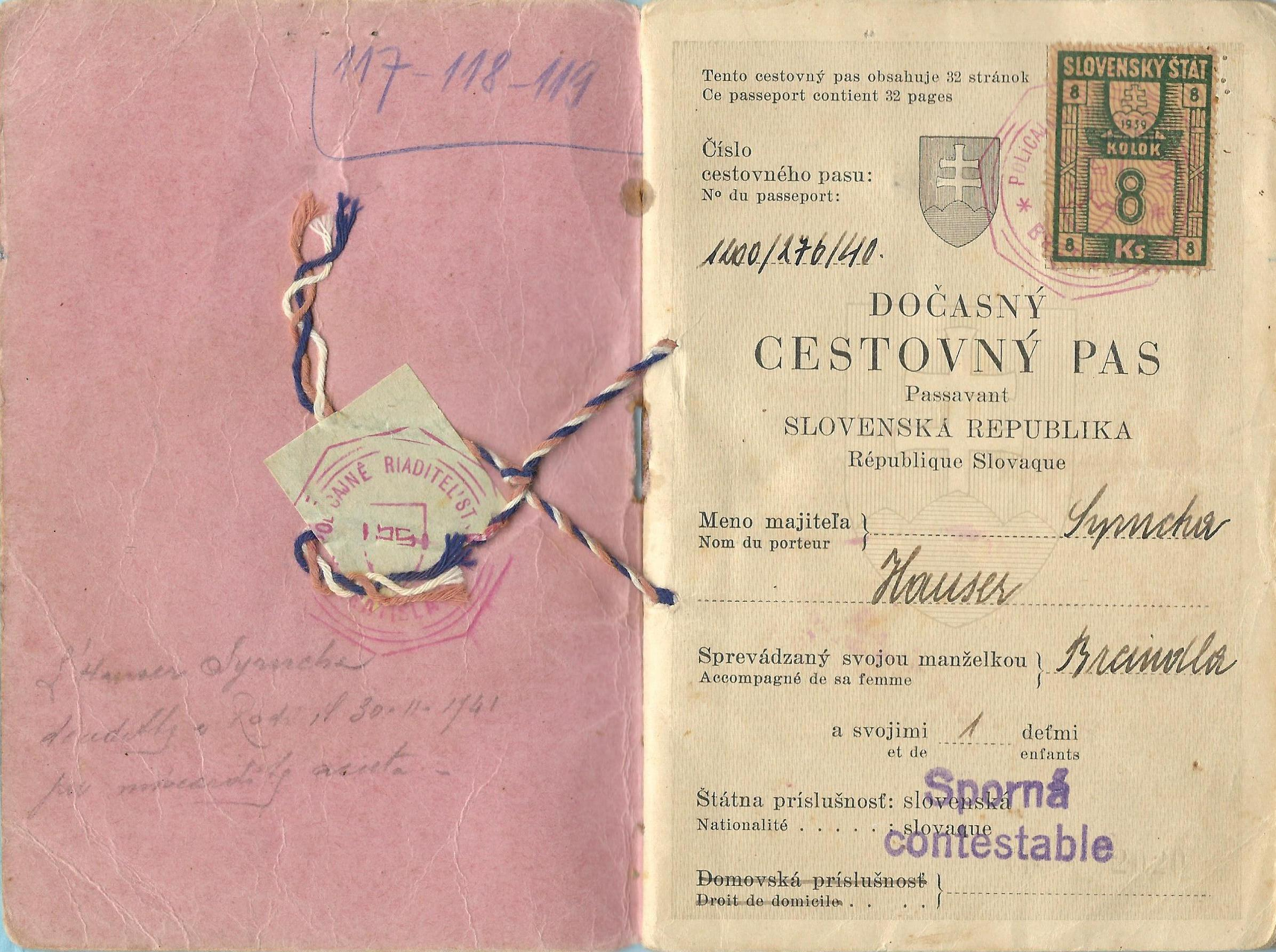
Pasaporte temporal expedido en 1940 a un judío que huyó a Italia.

Al principio, muchos judíos creyeron que las medidas adoptadas contra ellos serían temporales. Sin embargo, algunos intentaron emigrar y llevarse sus bienes. Entre diciembre de 1938 y febrero de 1939, más de 2,25 millones de Kčs fueron transferidos ilegalmente a las tierras checas, los Países Bajos y el Reino Unido; otras cantidades fueron transferidas legalmente. Los funcionarios del gobierno eslovaco aprovecharon las circunstancias para comprar las propiedades de los emigrantes judíos ricos con un descuento significativo, un precursor de la transferencia de propiedades judías patrocinada por el estado como parte de la arianización. El interés por la emigración entre los judíos aumentó tras la invasión de Polonia, ya que los refugiados judíos de este país contaron las atrocidades cometidas allí. Aunque el gobierno eslovaco animó a los judíos a emigrar, se negó a permitir la exportación de divisas, lo que hizo que la mayoría de los intentos fueran infructuosos. Ningún país estaba dispuesto a aceptar refugiados judíos, y los estrictos límites impuestos por el Reino Unido a la emigración legal a la Palestina obligatoria impidieron que los judíos buscaran refugio allí. En 1940, Bratislava se convirtió en un centro para los agentes de Aliyah Bet que organizaban la inmigración ilegal a Palestina, uno de los cuales, Aron Grünhut, ayudó a emigrar a 1.365 judíos eslovacos, checos, húngaros y austriacos. A principios de 1941, era imposible seguir emigrando; incluso a los judíos que recibían visados válidos para Estados Unidos no se les permitían visados de tránsito por Alemania. El número total de emigrantes judíos eslovacos se ha estimado entre 5,000 y 6,000. Como 45.000 vivían en las zonas cedidas a Hungría, el censo de 1940 determinó que 89,000 judíos vivían en el Estado eslovaco, el 3.4 % de la población.

### Arianización
La arianización en Eslovaquia, la confiscación de propiedades judías y la exclusión de los judíos de la economía, se justificaba con el estereotipo (reforzado por la propaganda del HSĽS) de que los judíos obtenían su riqueza oprimiendo a los eslovacos. Entre 1939 y 1942, el régimen del HSĽS recibió un amplio apoyo popular al prometer a los ciudadanos eslovacos que se enriquecerían con las propiedades confiscadas a los judíos y otras minorías. Podían ganar una importante cantidad de dinero; en 1940, los judíos registraron más de 4.322 millones de coronas eslovacas (Ks) en propiedades (el 38% de la riqueza nacional). El proceso también se describe como "eslovaquización", ya que el gobierno eslovaco tomó medidas para garantizar que los eslovacos étnicos, y no los alemanes u otras minorías, recibieran las propiedades judías robadas. Debido a la intervención del Partido Alemán y la Alemania nazi, los alemanes étnicos recibieron el 8,3 por ciento de la propiedad robada, pero la mayoría de los solicitantes alemanes fueron rechazados, lo que pone de manifiesto la libertad de acción del gobierno eslovaco.
La primera ley antijudía, aprobada el 18 de abril de 1939 y que no se aplicó sistemáticamente, fue una cuota numerus clausus del cuatro por ciento del número de judíos autorizados a ejercer la abogacía; también se prohibió a los judíos escribir para publicaciones no judías. La Ley de Reforma Agraria de febrero de 1940 entregó 101 423 hectáreas (250 621,5 acre)  a la Oficina Estatal de Tierras  101.423 hectáreas (250.620 acres) de tierra propiedad de 4.943 judíos, más del 40 por ciento de ella cultivable; la tierra pasó oficialmente al Estado en mayo de 1942.}} La Primera Ley de Arianización se aprobó en abril de 1940.  A través de un proceso conocido como "arianización voluntaria", los propietarios de negocios judíos podían sugerir un "candidato cristiano cualificado" que asumiera al menos una participación del 51 por ciento en la empresa. De acuerdo con la ley, 50 empresas de más de 12.000 fueron arianizadas y 179 fueron liquidadas. Los radicales del HSĽS  y los partidarios alemanes del Estado eslovaco creían que la arianización voluntaria era demasiado blanda con los judíos. Sin embargo, a mediados de 1940, la posición de los judíos en la economía eslovaca había sido eliminada en gran medida.

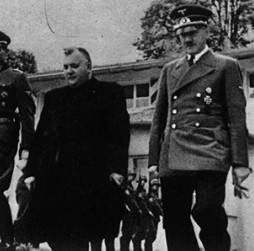
Tiso y Adolf Hitler en la Conferencia de Salzburgo, 1940.

En la Conferencia de Salzburgo de julio de 1940, Alemania exigió la sustitución de varios miembros del gabinete por radicales proalemanes de confianza. Ferdinand Ďurčanský fue sustituido como ministro del Interior por Alexander Mach, que alineó la política antijudía del Estado eslovaco con la de Alemania. Otro resultado de las conversaciones de Salzburgo fue el nombramiento del oficial de las SS Dieter Wisliceny como asesor de asuntos judíos para Eslovaquia, que llegó en agosto. Su objetivo era empobrecer a la comunidad judía para que se convirtiera en una carga para los eslovacos no judíos, que entonces aceptarían deportarlos. A instancias de Wisliceny, el gobierno eslovaco creó en septiembre de 1940 la Oficina Económica Central (ÚHÚ), dirigida por el funcionario eslovaco Augustín Morávek [cs; de; sk] y bajo el control de Tuka. La Oficina Económica Central se encargó de asumir la propiedad de los bienes de los judíos. Se exigió a los judíos que registraran sus propiedades; sus cuentas bancarias (valoradas en 245 millones de Ks en agosto de 1941) fueron congeladas, y los judíos solo podían retirar 1.000 Ks (más tarde 150 Ks) a la semana. Los 22.000 judíos que trabajaban en empleos asalariados fueron el objetivo: los no judíos tenían que obtener el permiso de la Oficina Económica Central para emplear a judíos y pagar una cuota.
En noviembre se aprobó una segunda ley de arianización, que ordenaba la expropiación de las propiedades judías y la arianización o liquidación de los negocios judíos. En un proceso corrupto supervisado por la oficina de Morávek, se liquidaron 10.000 empresas judías (en su mayoría tiendas) y el resto, unas 2.300, fueron arianizadas. La liquidación benefició a los pequeños negocios eslovacos que competían con las empresas judías, y la arianización se aplicó a las empresas más grandes de propiedad judía que fueron adquiridas por la competencia. En muchos casos, los arianizadores inexpertos en negocios llegaron a acuerdos con los antiguos propietarios y empleados judíos para que éstos siguieran trabajando en la empresa. La arianización de las empresas no aportó los ingresos previstos al tesoro eslovaco, y solo 288 de las empresas liquidadas produjeron ingresos para el Estado en julio de 1942. La arianización y la liquidación de empresas estaba casi completa en enero de 1942, lo que supuso que 64.000 de los 89.000 judíos perdieran sus medios de subsistencia. El empobrecimiento de los judíos fue un problema social acuciante para el gobierno eslovaco hasta que los judíos desempleados fueron deportados en 1942.
La arianización supuso una inmensa pérdida financiera para Eslovaquia y una gran destrucción de riqueza. El Estado no consiguió recaudar fondos sustanciales con la venta de propiedades y empresas judías, y la mayoría de sus ganancias procedieron de la confiscación de cuentas bancarias y valores financieros de propiedad judía. Los principales beneficiarios de la arianización fueron los miembros de los partidos políticos fascistas eslovacos y los grupos paramilitares, que estaban ansiosos por adquirir propiedades judías pero tenían poca experiencia en la gestión de empresas.  Durante la existencia de la República Eslovaca, el gobierno ganó 1.100 millones de Ks con la arianización y gastó entre 900 y 950 millones de Ks en la aplicación de medidas antijudías.}} En 1942, pagó al gobierno alemán otros 300 millones de Ks por la deportación de 58.000 judíos.

### Centro judío
Cuando llegó Wisliceny, se disolvieron todas las organizaciones comunitarias judías y los judíos se vieron obligados a formar el Ústredňa Židov (Centro Judío, ÚŽ, subordinado a la Oficina Económica Central) en septiembre de 1940. El Ústredňa Židov, el primer Judenrat fuera del Reich y de la Polonia ocupada por los alemanes, era la única organización judía laica autorizada a existir en Eslovaquia; la afiliación era obligatoria para todos los judíos. Los líderes de la comunidad judía estaban divididos sobre cómo responder a esta situación. Aunque algunos argumentaban que el ÚŽ se utilizaría para aplicar medidas antijudías, otros veían la participación en el ÚŽ como una forma de ayudar a sus compañeros judíos retrasando la aplicación de dichas medidas y aliviando la pobreza. El primer líder del ÚŽ fue Heinrich Schwartz, que frustró las órdenes antijudías en la medida de sus posibilidades: saboteó un censo de judíos en el este de Eslovaquia que pretendía justificar su traslado al oeste del país; Wisliceny lo hizo arrestar en abril de 1941. La Oficina Económica Central nombró al más cooperativo Arpad Sebestyen como sustituto de Schwartz. Wisliceny creó un Departamento de Asuntos Especiales en el ÚŽ para garantizar la rápida aplicación de los decretos nazis, nombrando al colaboracionista Karol Hochberg (un judío vienés) como director.

### Trabajo forzado

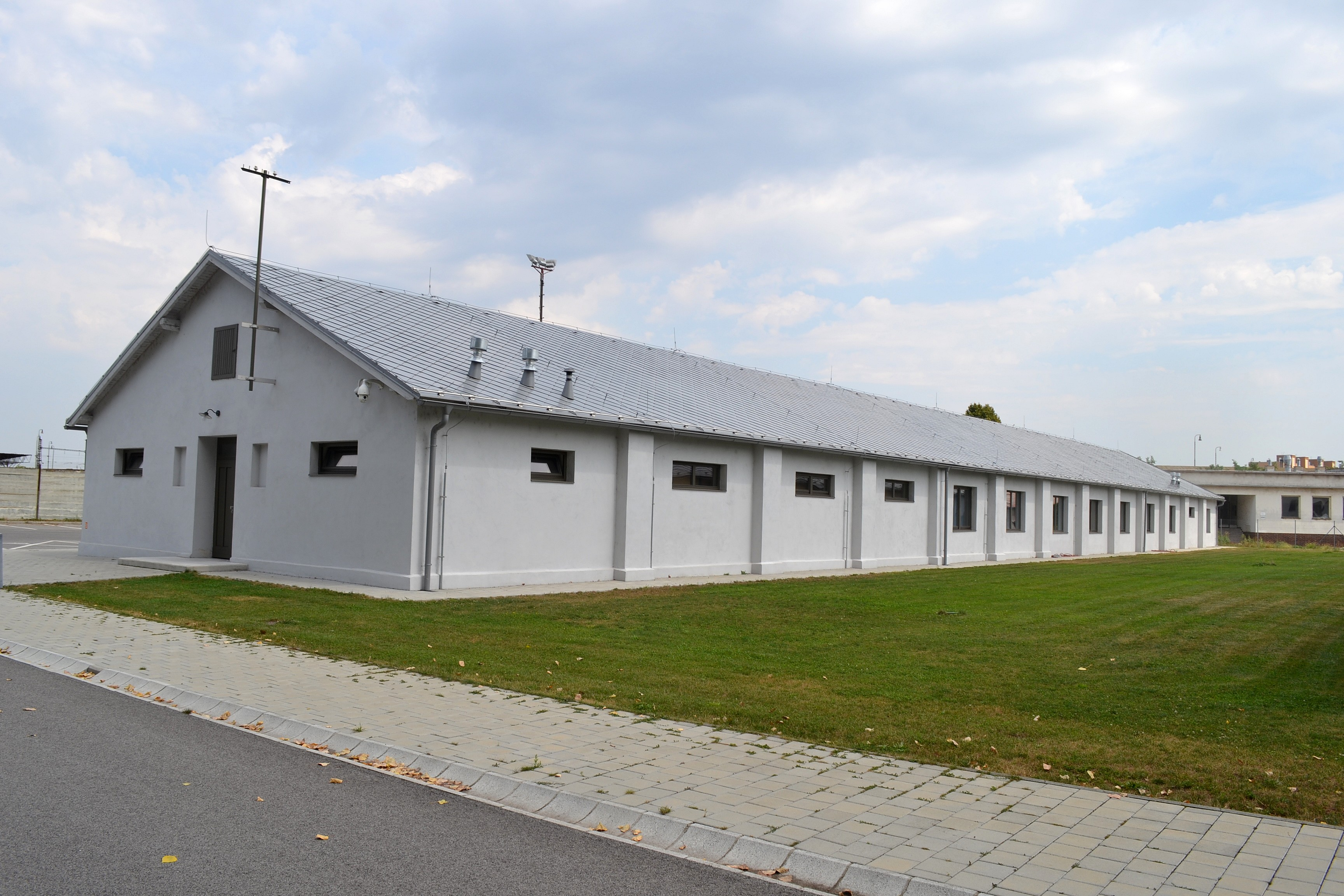
Barracas restauradas en el campo de concentración de Sereď.

Los judíos que servían en el ejército fueron segregados en una unidad de trabajo en abril de 1939, y fueron despojados de su rango al final del año. A partir de 1940, los judíos y gitanos varones estaban obligados a trabajar para la defensa nacional (generalmente trabajos manuales en proyectos de construcción) durante dos meses cada año. Todos los reclutas considerados judíos o romaníes fueron asignados al Sexto Batallón de Trabajo, que trabajó en las obras de construcción militar de Sabinov, Liptovský Svätý Peter, Láb, Svätý Jur y Zohor al año siguiente. Aunque el Ministerio de Defensa fue presionado por el Ministerio del Interior para que liberara a los judíos para su deportación en 1942, se negó. El batallón se disolvió en 1943 y los trabajadores judíos fueron enviados a campos de trabajo.
Los primeros centros de trabajo fueron establecidos a principios de 1941 por el ÚZ como cursos de readaptación para los judíos forzados al desempleo; 13.612 judíos habían solicitado los cursos hasta febrero, superando ampliamente la capacidad de los programas. El 4 de julio, el gobierno eslovaco emitió un decreto para reclutar a todos los hombres judíos de entre 18 y 60 años para trabajar. Aunque el ÚŽ tuvo que complementar la paga de los trabajadores para cumplir con el mínimo legal, los campos de trabajo aumentaron en gran medida el nivel de vida de los judíos empobrecidos por la arianización. En septiembre, 5.500 judíos realizaban trabajos manuales para empresas privadas en unos 80 pequeños centros de trabajo, la mayoría de los cuales fueron disueltos en los últimos meses de 1941 como parte de la preparación para la deportación. En septiembre de ese año comenzó la construcción de tres campos más grandes: Sereď, Nováky y Vyhne.

### Código judío

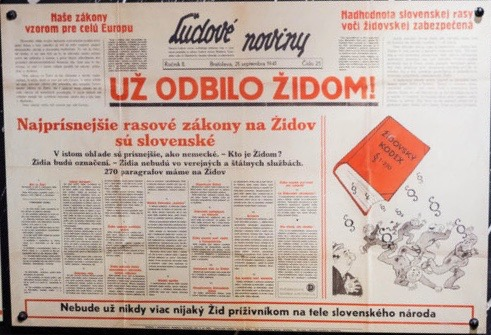
Titular de la publicación del ministerio de propaganda del 21 de septiembre de 1941: "¡Nos hemos ocupado de los judíos! Las leyes más estrictas contra los judíos son las de Eslovaquia".

De acuerdo con la enseñanza católica sobre la raza, las leyes antisemitas definían inicialmente a los judíos por su religión y no por su ascendencia; los judíos bautizados antes de 1918 eran considerados cristianos. En septiembre de 1940, los judíos tenían prohibida la educación secundaria y superior y todas las escuelas no judías, así como la posesión de vehículos de motor, equipos deportivos o radios. Las autoridades locales impusieron medidas antijudías por su cuenta; el jefe de la región de Šariš-Zemplín ordenó a los judíos locales llevar una banda amarilla alrededor del brazo izquierdo a partir del 5 de abril de 1941, lo que provocó ataques físicos contra los judíos. A mediados de 1941, cuando la atención se centró en la restricción de los derechos civiles de los judíos después de haber sido privados de sus propiedades a través de la arianización, se creó el Departamento 14 del Ministerio del Interior para hacer cumplir las medidas antijudías.
El Parlamento eslovaco aprobó el 9 de septiembre de 1941 el Código Judío, que contenía 270 artículos antijudíos. Basado en las Leyes de Núremberg, el código definía a los judíos en términos de ascendencia, prohibía los matrimonios mixtos y exigía que todos los judíos mayores de seis años llevaran una estrella amarilla. El Código Judío excluía a los judíos de la vida pública, restringiendo las horas en que podían viajar y hacer compras, y prohibiéndoles el acceso a clubes, organizaciones y eventos públicos. Los judíos también tenían que pagar un impuesto del 20 por ciento sobre todas las propiedades. La propaganda gubernamental se jactaba de que el Código Judío era el conjunto de leyes antijudías más estricto de Europa. El presidente podía emitir exenciones que protegían a los judíos individuales de la ley. Los judíos empleados estaban inicialmente exentos de algunos de los requisitos del código, como llevar la estrella.
La definición racial de la raza judía fue criticada por la Iglesia Católica, y los conversos fueron finalmente eximidos de algunos de los requisitos. La Guardia Hlinka y la Freiwillige Schutzstaffel aumentaron las agresiones a los judíos, participaron en manifestaciones antisemitas a diario y acosaron a los no judíos considerados insuficientemente antisemitas. La ley permitía a la Oficina Económica Central obligar a los judíos a cambiar de residencia. Esta disposición se puso en práctica el 4 de octubre de 1941, cuando 10.000 de los 15.000 judíos de Bratislava (que no tenían empleo ni estaban casados) recibieron la orden de trasladarse a catorce ciudades. La reubicación fue pagada y llevada a cabo por el Departamento de Tareas Especiales del ÚŽ. Aunque se ordenó que los judíos se fueran antes del 31 de diciembre, en marzo de 1942 se habían trasladado menos de 7.000 personas.

## Deportaciones (1942)

### Planificación

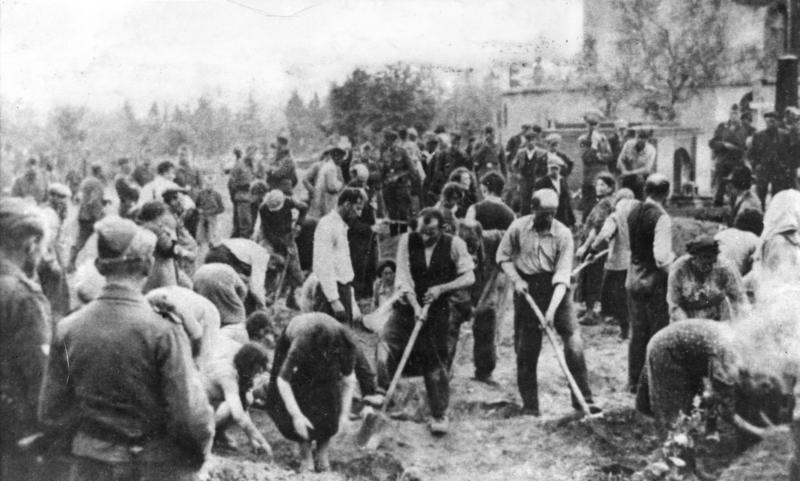
Judíos obligados a cavar sus propias tumbas en Zboriv, Ucrania, 4 de julio de 1941

Los niveles más altos del gobierno eslovaco eran conscientes a finales de 1941 de los asesinatos en masa de judíos en los territorios ocupados por los alemanes. En julio de 1941, Wisliceny organizó una visita de funcionarios del gobierno eslovaco a varios campos dirigidos por la Organización Schmelt, que encarcelaba a los judíos en la Alta Silesia Oriental para emplearlos en trabajos forzados en el Reichsautobahn. Los visitantes comprendieron que los judíos de los campos vivían en unas condiciones que acabarían causándoles la muerte. Los soldados eslovacos participaron en las invasiones de Polonia y la Unión Soviética; llevaron la noticia de los fusilamientos masivos de judíos y participaron en al menos una de las masacres. Algunos eslovacos estaban al tanto de la masacre de Kamianets-Podilskyi de 1941, en la que 23.600 judíos, muchos de ellos deportados de Hungría, fueron fusilados en el oeste de Ucrania. El ministro de Defensa Ferdinand Čatloš y el general Jozef Turanec informaron a Tiso de las masacres en Zhytomyr en febrero de 1942. Tanto el obispo Karol Kmeťko como el encargado de negocios papal Giuseppe Burzio se enfrentaron al presidente con informes fiables sobre el asesinato en masa de civiles judíos en Ucrania. Sin embargo, el gobierno eslovaco no estaba al tanto del plan nazi de asesinar a todos los judíos.

A mediados de 1941, los alemanes exigieron (según acuerdos anteriores) otros 20.000 trabajadores eslovacos para trabajar en Alemania. Eslovaquia se negó a enviar eslovacos gentiles y en su lugar ofreció un número igual de trabajadores judíos, aunque no quería cargar con sus familias. Una carta enviada el 15 de octubre de 1941 indica que se estaba planeando el asesinato masivo de judíos en el distrito de Lublin del Gobierno General para hacer sitio a los judíos deportados de Eslovaquia y Alemania. A finales de octubre, Tiso, Tuka, Mach y Čatloš visitaron la Guarida del Lobo (cerca de Rastenburg, Prusia Oriental) y se reunieron con Adolf Hitler. No se conserva ningún registro de esta reunión, en la que probablemente se discutió por primera vez la deportación de los judíos de Eslovaquia, lo que lleva a un debate historiográfico sobre quién propuso la idea. Incluso si los alemanes hicieron la oferta, la decisión eslovaca no estuvo motivada por la presión alemana. En noviembre de 1941, el gobierno eslovaco permitió al gobierno alemán deportar a los 659 judíos eslovacos que vivían en el Reich y en el Protectorado de Bohemia y Moravia a la Polonia ocupada por Alemania, con la condición de que sus propiedades confiscadas pasaran a Eslovaquia. Este fue el primer paso hacia la deportación de los judíos de Eslovaquia, que Tuka discutió con Wisliceny a principios de 1942. Como indica un cable del embajador alemán en Eslovaquia, Hanns Ludin, los eslovacos respondieron "con entusiasmo" a la idea.
Tuka presentó las propuestas de deportación al gobierno el 3 de marzo, y fueron debatidas en el parlamento tres días después. El 15 de mayo, el parlamento aprobó el Decreto 68/1942, que legalizaba retroactivamente la deportación de judíos, autorizaba la retirada de su ciudadanía y regulaba las exenciones. La oposición se centró en los obstáculos económicos, morales y legales, pero, como declaró más tarde Mach, "todos los [legisladores] que han hablado sobre este tema han dicho que debemos deshacernos de los judíos". El representante católico oficial y obispo de Spiš, Ján Vojtaššák, solo pidió asentamientos separados en Polonia para los judíos convertidos al cristianismo. Los eslovacos aceptaron pagar 500 marcos del Reich por cada judío deportado (aparentemente para cubrir el alojamiento, la comida, el reciclaje y la vivienda) y una cuota adicional a la Deutsche Reichsbahn por el transporte. La cuota de 500 Reichsmarks equivalía a unos 125 dólares de la época, o a 2.000 dólares de hoy. Los alemanes prometieron a cambio que los judíos no volverían nunca y que Eslovaquia podría quedarse con todos los bienes confiscados. A excepción del Estado Independiente de Croacia (que pagó 30 Reichsmarks por persona), Eslovaquia fue el único país que pagó por deportar a su población judía.

### Primera fase

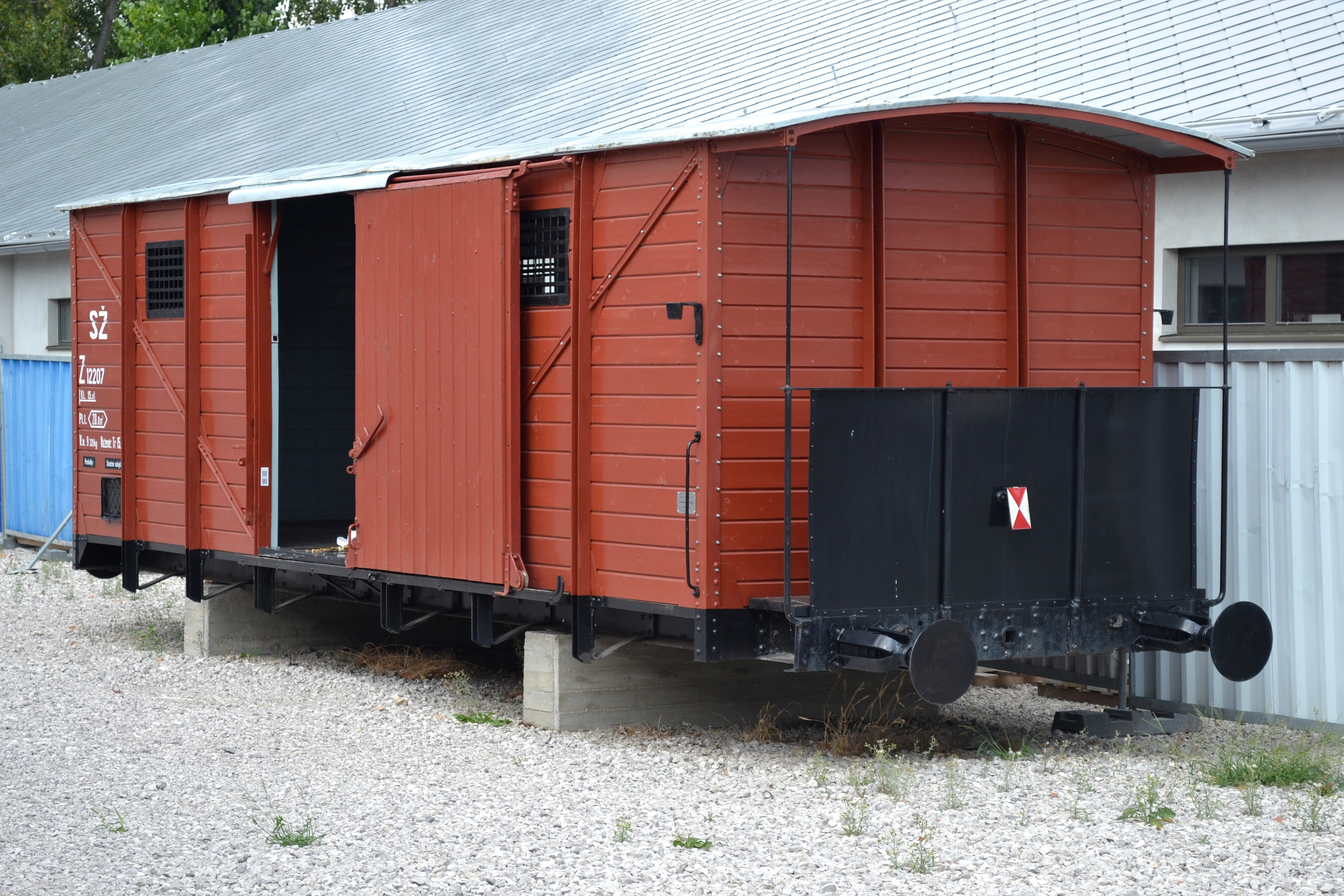
Vagón de tren restaurado utilizado para transportar a los judíos eslovacos. SŽ significa Slovenské Železnice (Ferrocarriles Eslovacos).

El plan de deportación original, aprobado en febrero de 1942, implicaba la deportación de 7.000 mujeres a Auschwitz y de 13.000 hombres a Majdanek como trabajadores forzados. El Departamento 14 organizó las deportaciones, mientras que el Ministerio de Transporte eslovaco proporcionó los vagones de ganado. Las listas de los que iban a ser deportados eran elaboradas por el Departamento 14 basándose en los datos estadísticos proporcionados por el Departamento de Tareas Especiales del Centro Judío. En la estación fronteriza de Zwardon, la Guardia Hlinka entregó los transportes a la Schutzpolizei alemana. Los funcionarios eslovacos prometieron que a los deportados se les permitiría volver a casa después de un período determinado, y muchos judíos creyeron inicialmente que era mejor presentarse para la deportación que arriesgarse a las represalias contra sus familias. El 25 de marzo de 1942, el primer transporte partió del campo de tránsito de Poprad hacia Auschwitz con 1.000 mujeres judías solteras de entre 16 y 45 años. Durante la primera oleada de deportaciones (que terminó el 2 de abril), 6.000 judíos jóvenes y solteros fueron deportados a Auschwitz y Majdanek.
Los miembros de la Guardia Hlinka, la Freiwillige Schutzstaffel y la gendarmería se encargaban de reunir a los judíos, vigilar los centros de tránsito y, finalmente, obligarlos a subir a los vagones de tren para su deportación. En cada uno de los centros de concentración había un oficial alemán. Se suponía que las exenciones oficiales evitaban que ciertos judíos fueran deportados, pero las autoridades locales a veces deportaban a los que tenían exenciones. A las víctimas solo se les avisaba con cuatro horas de antelación, para evitar que escaparan. Las palizas y el afeitado forzoso eran habituales, al igual que someter a los judíos a registros invasivos para descubrir objetos de valor ocultos. Aunque algunos guardias y funcionarios locales aceptaban sobornos para mantener a los judíos fuera de los transportes, la víctima solía ser deportada en el siguiente tren. Otros se aprovechaban de su poder para violar a las mujeres judías. A los judíos solo se les permitía llevar 50 kilogramos de objetos personales, pero incluso esto era frecuentemente robado.

### Transportes familiares
Reinhard Heydrich, el jefe de la Oficina Principal de Seguridad del Reich, visitó Bratislava el 10 de abril, y él y Tuka acordaron que las nuevas deportaciones se centrarían en familias enteras y finalmente eliminarían a todos los judíos de Eslovaquia. Los transportes familiares comenzaron el 11 de abril y llevaron a sus víctimas al distrito de Lublin. Durante la primera quincena de junio de 1942, diez transportes se detuvieron brevemente en Majdanek, donde se seleccionaron hombres sanos para trabajar; los trenes continuaron hasta el campo de exterminio de Sobibor, donde se asesinó al resto de las víctimas. La mayoría de los trenes llevaron a sus víctimas (30.000 en total) a guetos cuyos habitantes habían sido deportados recientemente a los campos de exterminio de Bełżec o Sobibor. Algunos grupos permanecieron solo brevemente antes de ser deportados de nuevo a los campos de exterminio, mientras que otros grupos permanecieron en los guetos durante meses o años. Algunos de los deportados acabaron en los campos de trabajos forzados del distrito de Lublin (como Poniatowa, Dęblin-Irena y Krychów). Los deportados del distrito de Lublin pudieron establecer rápidamente contacto con los judíos que permanecían en Eslovaquia, lo que dio lugar a una amplia labor de ayuda. El destino de los judíos deportados de Eslovaquia quedó finalmente "sellado en el marco de la Operación Reinhard" junto con el de los judíos polacos, en palabras de Yehoshua Büchler.

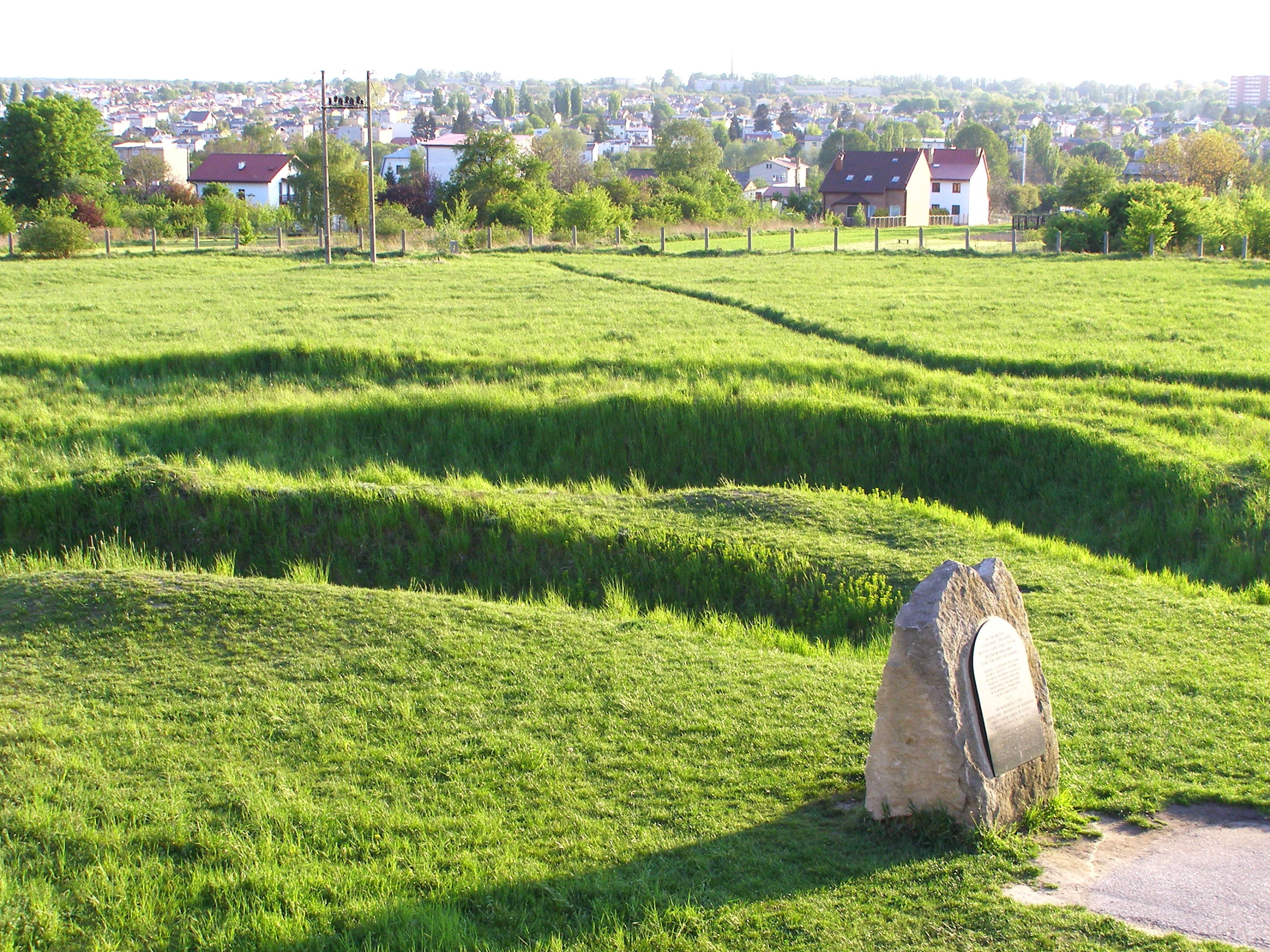
Trincheras en Majdanek donde los judíos fueron fusilados durante la Operación Fiesta de la Cosecha el 3 de noviembre de 1943.

Los transportes se dirigieron a Auschwitz después de mediados de junio, donde una minoría de las víctimas fue seleccionada para trabajar y el resto fue asesinado en las cámaras de gas. Esto ocurrió durante nueve transportes, el último de los cuales llegó el 21 de octubre de 1942. Del 1 de agosto al 18 de septiembre no salió ningún transporte; la mayoría de los judíos no exentos de la deportación ya habían sido deportados o habían huido a Hungría. A mediados de agosto, Tiso pronunció un discurso en Holič en el que describió a los judíos como el "enemigo eterno" y justificó las deportaciones según la ética cristiana. En el momento del discurso, el gobierno eslovaco disponía de información precisa sobre el asesinato en masa de los deportados de Eslovaquia; una solicitud oficial para inspeccionar los campos donde se encontraban los judíos eslovacos en Polonia fue denegada por Eichmann. En septiembre y octubre de 1942 se produjeron tres transportes más antes de cesar hasta 1944. A finales de 1942, solo 500 o 600 judíos eslovacos seguían vivos en Auschwitz. Miles de judíos eslovacos supervivientes en el distrito de Lublin fueron fusilados los días 3 y 4 de noviembre de 1943 durante la Operación Fiesta de la Cosecha.
Entre el 25 de marzo y el 20 de octubre de 1942 fueron deportados casi 58.000 judíos (dos tercios de la población). El número exacto se desconoce debido a las discrepancias en las fuentes. Las deportaciones afectaron desproporcionadamente a los judíos más pobres del este de Eslovaquia. Aunque la región de Šariš-Zemplín, en el este de Eslovaquia, perdió entre el 85 y el 90 por ciento de su población judía, Žilina informó de que casi la mitad de sus judíos permanecieron tras la deportación. Los deportados fueron retenidos brevemente en cinco campos de Eslovaquia antes de la deportación; 26.384 de Žilina, 7.500 de Patrónka, 7.000 de Poprad, 4.463 de Sereď y entre 4.000 y 5.000 de Nováky. Diecinueve trenes fueron a Auschwitz, y otros treinta y ocho fueron a guetos y campos de concentración y exterminio en el distrito de Lublin. Solo unos cientos sobrevivieron a la guerra, la mayoría en Auschwitz; casi nadie sobrevivió en el distrito de Lublin.

### Oposición, exención, y evasión
La Santa Sede se opuso a la deportación, temiendo que tales acciones de un gobierno católico desacreditaran a la iglesia. Domenico Tardini, subsecretario de Estado del Vaticano, escribió en un memorando privado: "Todos comprenden que la Santa Sede no puede detener a Hitler. Pero, ¿quién puede entender que no sepa frenar a un sacerdote?". Según un informe del Servicio de Seguridad (SD), Burzio amenazó a Tiso con un interdicto. Los obispos eslovacos se mostraron equívocos, respaldando el deicidio judío y otros mitos antisemitas, al tiempo que instaban a los católicos a tratar a los judíos con humanidad. La Iglesia Católica decidió finalmente no disciplinar a ninguno de los católicos eslovacos que fueron cómplices de las acciones del régimen. Funcionarios del ÚŽ y varios de los rabinos eslovacos más influyentes enviaron peticiones a Tiso, pero éste no respondió. Ludin informó que las deportaciones eran "muy impopulares", pero pocos eslovacos tomaron medidas contra ellas. En marzo de 1942, el Grupo de Trabajo (una organización clandestina que operaba bajo los auspicios del ÚŽ) se había formado para oponerse a las deportaciones. Sus líderes, el organizador sionista Gisi Fleischmann y el rabino ortodoxo Michael Dov Weissmandl, sobornaron a Anton Vašek, jefe del Departamento 14, y a Wisliceny. Se desconoce si los esfuerzos del grupo tuvieron alguna relación con la detención de las deportaciones.
Muchos judíos se enteraron del destino que les esperaba durante la primera mitad de 1942, a través de fuentes como las cartas de los judíos deportados o los fugados. Alrededor de 5.000 a 6.000 judíos huyeron a Hungría para evitar las deportaciones, muchos de ellos pagando sobornos o con la ayuda de contrabandistas pagados y del movimiento juvenil sionista Hashomer Hatzair; aproximadamente un tercio de los que huyeron a Hungría sobrevivieron a la guerra. Muchos propietarios de negocios arios solicitaron exenciones laborales para los antiguos propietarios judíos. En algunos casos se trataba de una arianización ficticia; otros arianizadores, motivados por los beneficios, mantuvieron a los antiguos propietarios judíos por sus habilidades. Unos 2.000 judíos tenían documentos falsos que los identificaban como arios. Algunos clérigos cristianos bautizaron a judíos, incluso a aquellos que no eran conversos sinceros. Aunque la conversión después de 1939 no eximía a los judíos de la deportación, estar bautizado facilitaba la obtención de otras exenciones y algunos clérigos editaban los registros para que fueran anteriores a los bautismos.
Tras las deportaciones, entre 22.000 y 25.000 judíos seguían en Eslovaquia. Unos 16.000 judíos gozaban de exenciones; había 4.217 convertidos al cristianismo antes de 1939, al menos 985 judíos en matrimonios mixtos y 9.687 titulares de exenciones económicas (especialmente médicos, farmacéuticos, ingenieros y expertos agrícolas, cuyas profesiones tenían escasez). Un millar de judíos estaban protegidos por exenciones presidenciales, en su mayoría además de otras exenciones. Además de los judíos exentos, unos 2.500 fueron internados en campos de trabajo, y un millar sirvieron en el Sexto Batallón de Trabajo. Cuando se detuvieron las deportaciones, el gobierno solamente conocía el paradero de 2.500 judíos sin exenciones.

## Hiato (1943)
Durante 1943, la aplicación de las leyes antisemitas disminuyó, y muchos judíos dejaron de llevar la estrella amarilla. Sin embargo, los judíos que quedaban -incluso los que estaban exentos- vivían con el miedo constante a la deportación. El ÚŽ trabajó para mejorar las condiciones de los trabajadores en los campos eslovacos y para aumentar la productividad, con el fin de reforzar el incentivo para mantener a sus trabajadores en Eslovaquia. En 1943, los campos de trabajo ganaron 39 millones de Ks para el Estado eslovaco. El cese de las deportaciones desde Eslovaquia permitió al Grupo de Trabajo lanzar el Plan Europa, un esfuerzo infructuoso por sobornar al jefe de las SS, Heinrich Himmler, para que perdonara a los judíos supervivientes bajo la ocupación alemana. También pasó de contrabando ayuda a los judíos de Polonia y ayudó a los judíos polacos a escapar a Hungría a través de Eslovaquia. A finales de abril de 1944, dos fugitivos de Auschwitz, Rudolf Vrba y Alfréd Wetzler, llegaron a Eslovaquia. El Grupo de Trabajo envió su informe a Hungría y Suiza; éste llegó a los aliados occidentales en julio.
Tras la batalla de Stalingrado y otros reveses en la guerra cada vez más impopular en el este, los políticos eslovacos se dieron cuenta de que era probable una derrota alemana. Algunos políticos del HSĽS (especialmente los de la facción radical) culparon de los reveses económicos a los judíos y agitaron la deportación de la población restante. El 7 de febrero de 1943, Mach anunció en un mitin en Ružomberok que los transportes se reanudarían pronto. A principios de 1943, la Guardia Hlinka y el Departamento 14 se prepararon para la reanudación de las deportaciones: registrando a los judíos, cancelando las exenciones económicas y persiguiendo a los judíos escondidos. El plan de enviar cuatro trenes entre el 18 y el 22 de abril no se llevó a cabo. En respuesta a la amenaza de reanudación, los obispos eslovacos publicaron el 8 de marzo una carta pastoral en latín en la que condenaban el antisemitismo y el totalitarismo y defendían los derechos de todos los judíos. Alemania presionó cada vez más al Estado eslovaco para que entregara a los judíos que le quedaban en 1943 y 1944, pero los políticos eslovacos no aceptaron reanudar las deportaciones.

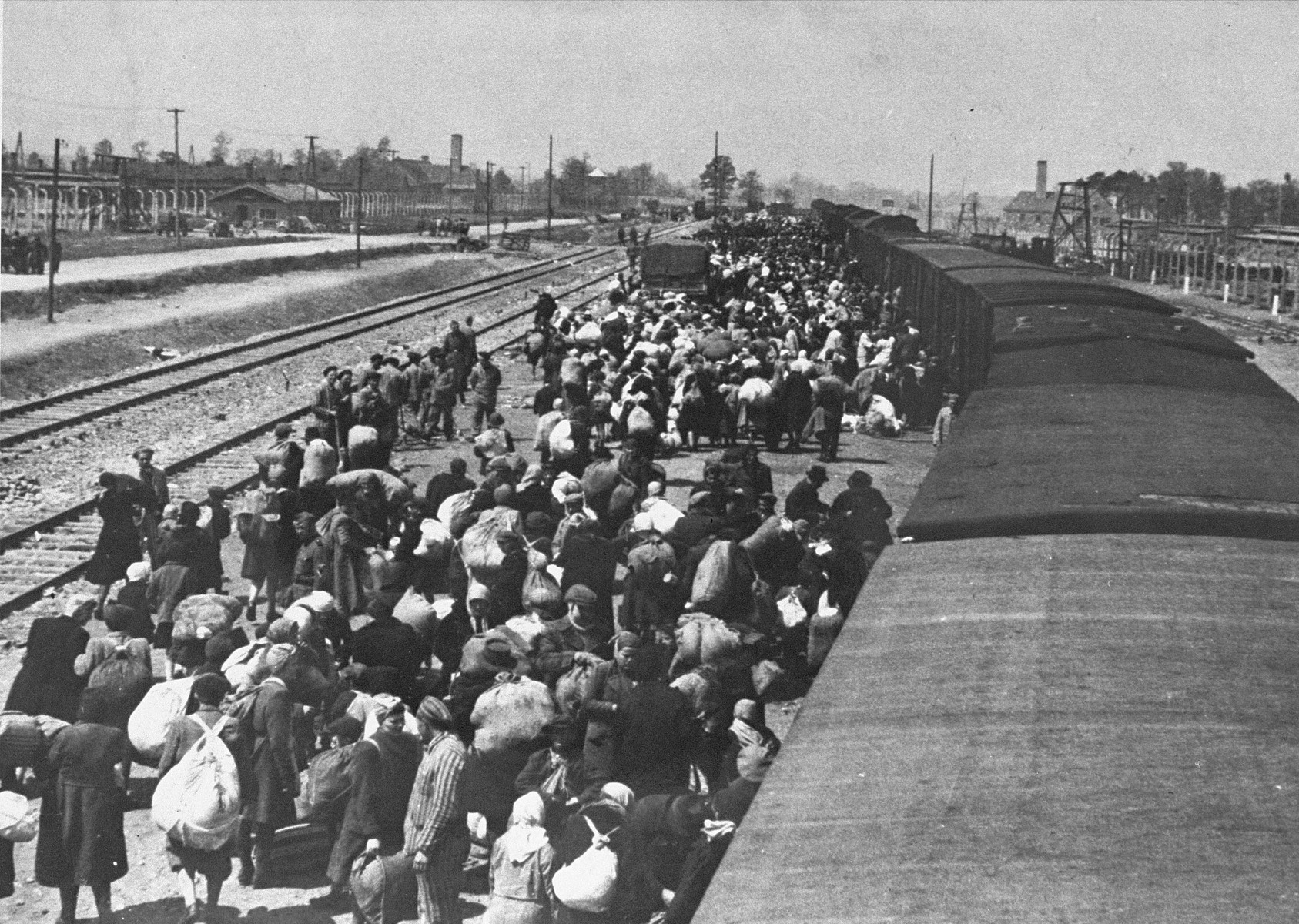
Judíos provenientes del Carpathian Ruthenia llegan a Auschwitz, mayo de 1944.

A finales de 1943, los principales oficiales del ejército y los intelectuales formaron el Consejo Nacional Eslovaco para planificar una insurrección; el consejo unía a los opositores comunistas y democráticos del régimen. Otros antifascistas se retiraron a los Cárpatos y formaron grupos partisanos. Los preparativos para el levantamiento suscitaron sentimientos encontrados entre los judíos eslovacos restantes, que temían que un levantamiento provocara una represión de su comunidad. Se organizaron grupos clandestinos en los campos de trabajo de Sereď y Nováky. Las autoridades eslovacas empezaron a registrar de nuevo a los judíos en enero de 1944, lo que llevó a algunos a huir a Hungría. El 19 de marzo de 1944 Alemania invadió Hungría, incluyendo Rutenia de los Cárpatos y las zonas cedidas por Checoslovaquia en 1938. Los judíos eslovacos que habían huido a Hungría intentaron regresar, pero muchos fueron detenidos en la frontera y deportados directamente a Auschwitz. El embajador eslovaco en Budapest, Ján Spišiak, expidió documentos a 3.000 judíos que les permitieron cruzar legalmente la frontera,[240] con lo que el número total de judíos en Eslovaquia ascendió a 25.000. Entre el 14 de mayo y el 7 de julio, 437.000 judíos fueron deportados desde Hungría, la mayoría a Auschwitz, incluidos muchos judíos eslovacos en el país. Para contrarrestar la amenaza a la seguridad percibida de los judíos en la región de Šariš-Zemplín con el desplazamiento de la línea del frente hacia el oeste, el 15 de mayo de 1944 el gobierno eslovaco ordenó que los judíos se trasladaran a la parte occidental del país.

## Reanudación de deportaciones (1944–1945)

### Invasión alemana

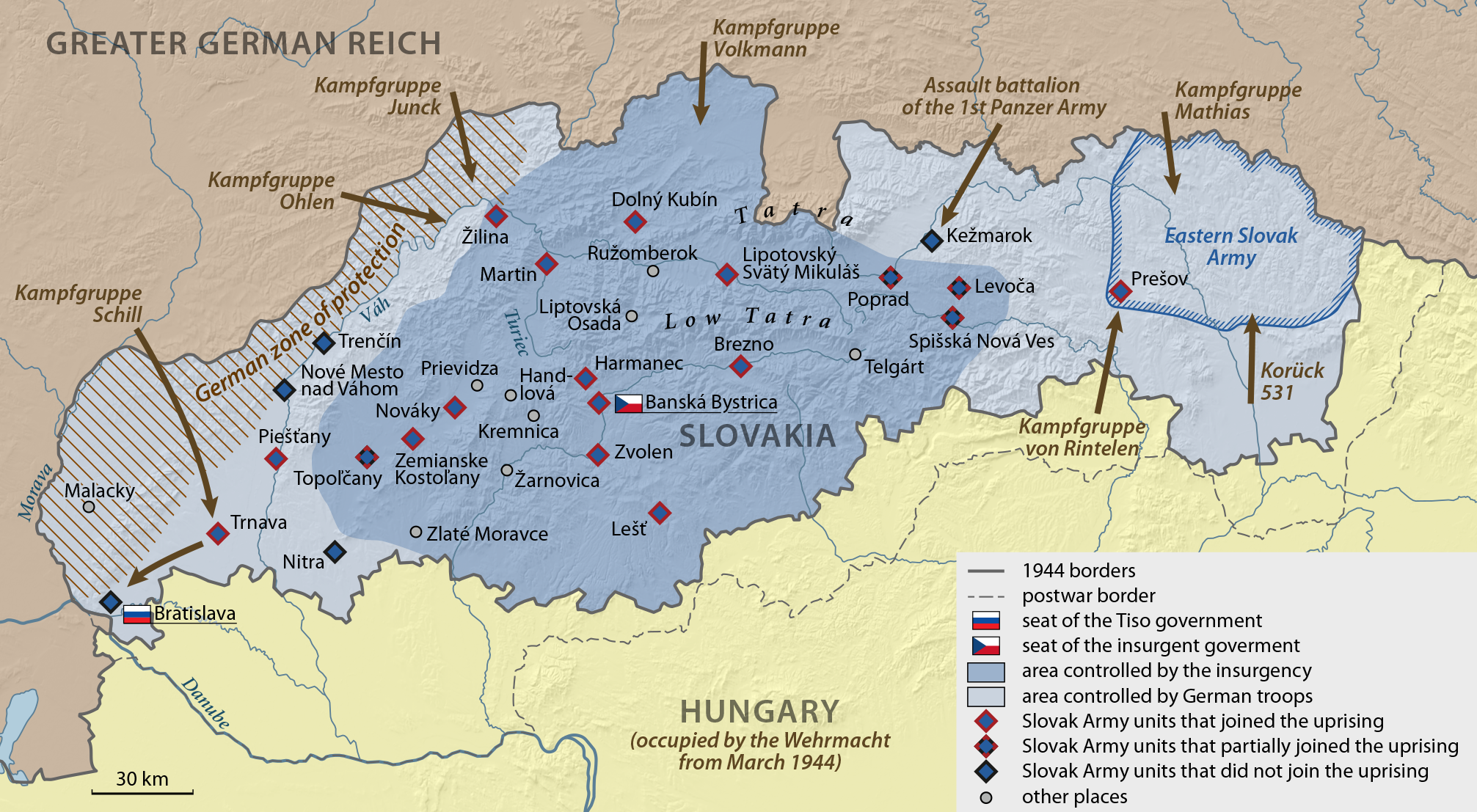
Situación durante los primeros días de la Revuelta Nacional Eslovaca.

Preocupada por el aumento de la resistencia, Alemania invadió Eslovaquia; esto precipitó el Levantamiento Nacional Eslovaco, que estalló el 29 de agosto de 1944. Las fuerzas insurgentes tomaron el centro de Eslovaquia, pero fueron derrotadas el 27 de octubre en Banská Bystrica. Los partisanos se retiraron a las montañas y continuaron su campaña de guerrilla hasta 1945. El primo de Tiso, Štefan, tomó posesión del cargo de primer ministro, mientras que Jozef siguió siendo presidente. El encargado de negocios papal, Burzio, se reunió con Tiso el 22 y el 29 de septiembre, y al parecer le llamó mentiroso cuando el presidente negó tener conocimiento de las deportaciones. Pío XII dio instrucciones a Burzio para que dijera a Tiso que el Vaticano condenaba la persecución de personas por su raza o nacionalidad. Estados Unidos y Suiza emitieron protestas formales contra la deportación de judíos. La propaganda eslovaca culpó a los judíos y a los checos del levantamiento. Sin embargo, el gobierno eslovaco prefirió la concentración de los judíos en campos de concentración en Eslovaquia a su deportación. Tiso pidió que los alemanes perdonaran al menos a los judíos bautizados y a los de matrimonios mixtos, pero sus peticiones fueron ignoradas.
El levantamiento proporcionó a los alemanes la oportunidad de aplicar la Solución Final en Eslovaquia. Las acciones antijudías estaban nominalmente controladas por el Ministerio de Defensa eslovaco, pero en la práctica los alemanes dictaban la política. A diferencia de las deportaciones de 1942, las redadas de judíos fueron organizadas y llevadas a cabo por las fuerzas alemanas. El oficial de las SS Alois Brunner, que había participado en la organización de los transportes de judíos desde Francia y Grecia, llegó a Eslovaquia para organizar la deportación de los judíos que quedaban en el país. La unidad de las SS Einsatzgruppe H, que incluía los Einsatzkommandos 13, 14 y 29, se formó para reprimir el levantamiento inmediatamente después de que comenzara y acorralar a los judíos y a los gitanos. Los colaboradores locales, incluidos los SS-Heimatschutz (HS), Freiwillige Schutzstaffel y las Divisiones de Emergencia de la Guardia Hlinka (POHG),  fueron esenciales para el trabajo del Einsatzgruppe H.  Los colaboradores denunciaron a los escondidos, se hicieron pasar por partisanos y ayudaron en los interrogatorios.
Tras el inicio de la sublevación, miles de judíos huyeron al interior montañoso y a las zonas controladas por los partisanos alrededor de Banská Bystrica, incluidos muchos que abandonaron los campos de trabajo tras la huida de los guardias. Entre 1.600 y 2.000 judíos lucharon como partisanos, el diez por ciento del total de la fuerza insurgente, aunque muchos ocultaron su identidad debido al antisemitismo del movimiento partisano. La legislación antisemita en las zonas liberadas fue cancelada por el Consejo Nacional Eslovaco, pero la actitud de la población local varió: algunos arriesgaron sus vidas para esconder a los judíos, y otros los entregaron a la policía. A diferencia de lo que ocurría en 1942, la pena de muerte estaba en vigor para los rescatadores; la mayoría prestaba ayuda a cambio de una cuota, aunque también hubo casos de rescates desinteresados. Muchos judíos pasaron de seis a ocho meses en refugios improvisados o búnkeres en las montañas, mientras que otros se escondieron en casas de no judíos. En cualquier caso, los judíos necesitaban dinero para los gastos de seis a ocho meses de vida y la ayuda de los no judíos dispuestos a prestar asistencia. Algunos de los judíos que se encontraban en los refugios tuvieron que volver a casa más tarde en el invierno, arriesgándose a ser capturados, debido al hambre y al frío. Vivir abiertamente y seguir trabajando con papeles falsos solo era posible en Bratislava.

### Redadas
Los judíos capturados eran encarcelados brevemente en las prisiones locales o en la oficina del Einsatzgruppe H en Bratislava, desde donde eran enviados a Sereď para su deportación. Las autoridades locales proporcionaban listas de judíos, y muchos residentes locales también denunciaban a los judíos. En la primera quincena de septiembre se produjeron redadas a gran escala en Topoľčany (3 de septiembre), Trenčín y Nitra (7 de septiembre), durante las cuales fueron detenidos y encarcelados 616 judíos en Ilava y Sereď. En Žilina, el Einsatzkommando 13 y colaboradores detuvieron a cientos de judíos durante la noche del 13 al 14 de septiembre. Las víctimas fueron deportadas a Sereď o Ilava y de ahí a Auschwitz, donde la mayoría fueron asesinadas. El Einsatzgruppe H informó de que algunos judíos pudieron escapar por falta de personal, pero que tanto alemanes como eslovacos apoyaron en general las redadas y ayudaron a localizar a los evasores. Tras la derrota del levantamiento, las fuerzas alemanas también persiguieron a los judíos que se escondían en las montañas. Aunque la mayoría de las víctimas fueron detenidas durante los dos primeros meses de ocupación, la caza de los judíos continuó hasta el 30 de marzo de 1945, cuando un prisionero judío fue llevado a Sereď solamente tres días antes de la liberación del campo.
El 20 de septiembre ya se había detenido a algunos judíos en Bratislava. La mayor redada se llevó a cabo en la ciudad durante la noche del 28 al 29 de septiembre por el Einsatzkommando 29, con la ayuda de 600 colaboradores del HS y del POHG y una unidad de la Luftwaffe que vigilaba las calles: unos 1.600 judíos fueron detenidos y llevados a Sereď. La embajada de Estados Unidos organizó la protección de unos 300 judíos con ciudadanía extranjera, alojándolos en un castillo en Marianka. Brunner asaltó el castillo el 11 de octubre; todos los prisioneros menos tres fueron llevados a Sereď y deportados a Auschwitz el 17 de octubre. A mediados de octubre, se estableció una oficina en el antiguo Centro Judío para buscar a los judíos escondidos, que torturó a los judíos capturados para que revelaran los nombres y direcciones de otros judíos. A los mil o dos mil judíos que quedaban en Bratislava se les ordenó entregarse el 20 de noviembre o enfrentarse a la cárcel, pero pocos lo hicieron. La mitad de los judíos arrestados después del 19 de noviembre estaban en Bratislava, la mayoría escondidos con papeles falsos. Henri Dunand, de la Cruz Roja, financió un grupo clandestino dirigido por Arnold Lazar, que proporcionó dinero, alimentos y ropa a los judíos escondidos en Bratislava.

### Deportación

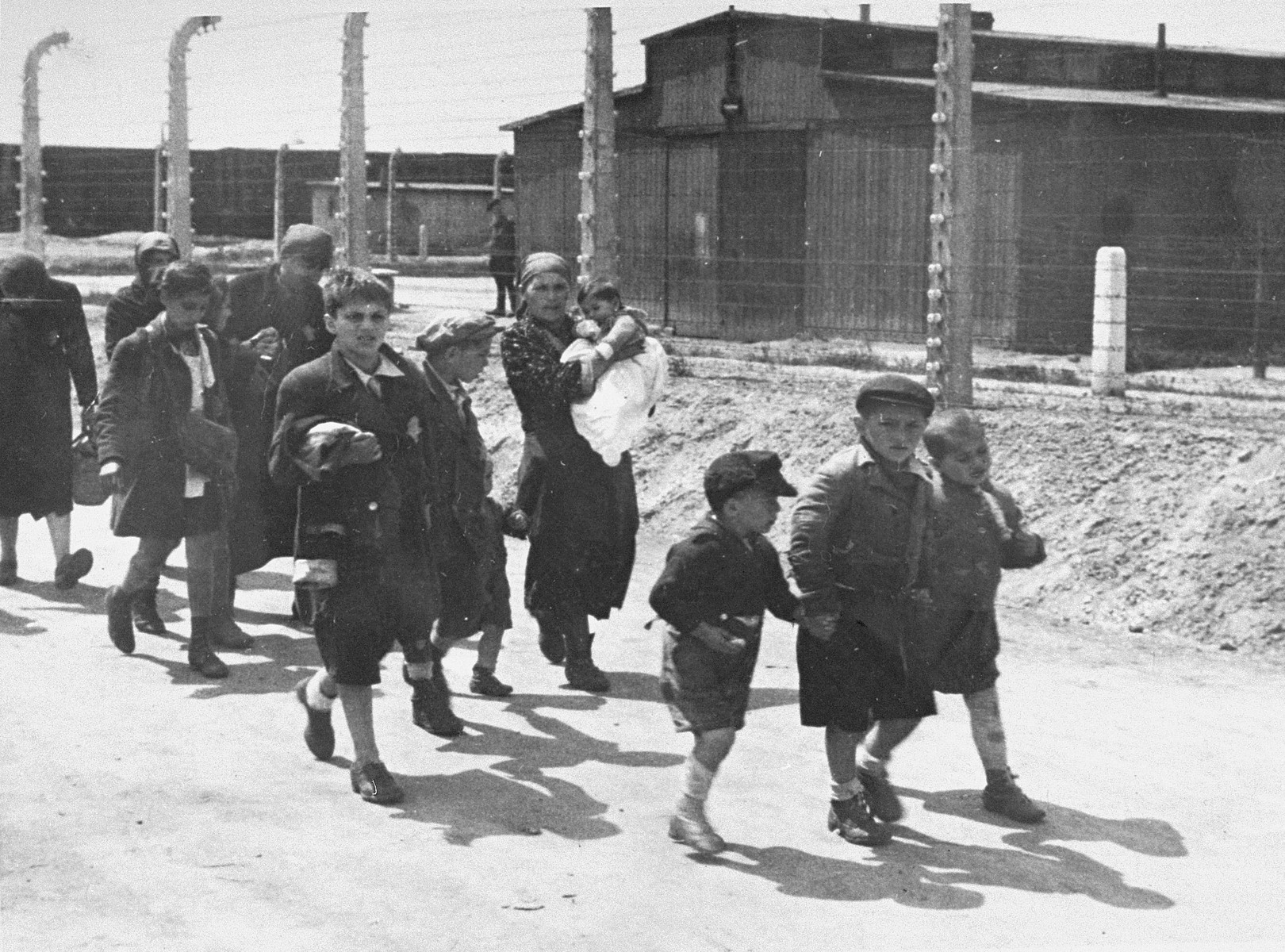
Mujeres y niños judíos provenientes del Carpathia Ruthenia caminando hacia las cámaras de gas.

El campo de concentración de Sereď era el principal centro de internamiento de judíos antes de su deportación. Aunque no hubo transportes hasta finales de septiembre, los judíos sufrieron un duro trato (incluyendo violaciones y asesinatos) y un grave hacinamiento, ya que la población aumentó hasta 3.000 personas, más del doble de la capacidad prevista. Brunner se hizo cargo de la administración del campo de parte del gobierno eslovaco a finales de septiembre. Unas 11.700 personas fueron deportadas en once transportes; los cinco primeros (del 30 de septiembre al 17 de octubre) fueron a Auschwitz, donde la mayoría de las víctimas fueron gaseadas. El último transporte a Auschwitz, el 2 de noviembre, llegó después de que se cerraran las cámaras de gas. Los transportes posteriores partieron hacia Sachsenhausen, Bergen-Belsen, Ravensbrück y Theresienstadt.
Dos pequeños transportes salieron de Čadca hacia Auschwitz el 1 y el 5 de septiembre; Fatran calcula que el número total de deportados fue de unos 400. En septiembre y octubre, al menos 131 personas fueron deportadas desde Eslovaquia a través de Zakopane; dos de los transportes terminaron en Cracovia-Płaszów y el tercero en Auschwitz. Un transporte procedente de Prešov, con salida el 26 de noviembre, acabó en Ravensbrück. Según una investigación criminal checoslovaca, otros 800 judíos fueron deportados en dos transportes desde el este de Eslovaquia el 16 de octubre y el 16 de diciembre. Los detalles sobre los transportes que partieron de otros lugares distintos a Sereď son fragmentarios, y no se conoce el número total de deportados. El historiador eslovaco Ivan Kamenec estimó que 13.500 judíos fueron deportados en 1944 y 1945, de los cuales 10.000 murieron, pero la historiadora israelí Gila Fatran y la historiadora checa Lenka Šindelářová consideran que se pueden verificar 14.150 deportados y que la cifra real puede ser mayor. El régimen eslovaco también trasladó a varios cientos de prisioneros políticos a la custodia alemana. Deportados al campo de concentración de Mauthausen, muchos murieron allí.

### Masacres
Tras la invasión alemana, unas 4.000 personas fueron asesinadas en Eslovaquia, la mayoría por el Einsatzgruppe H, pero con ayuda de colaboradores locales. Alrededor de la mitad (2.000) de las víctimas eran judíos; entre las demás víctimas se encontraban partisanos, partidarios de la sublevación y población romaní. Una de las primeras ejecuciones tuvo lugar en el distrito de Topoľčany, donde el Einsatzkommando 14 comenzó sus redadas masivas de judíos. Muchos de los judíos detenidos fueron llevados a Sereď para su deportación, pero 53 fueron fusilados en Nemčice el 11 de septiembre. La mayor ejecución tuvo lugar en Kremnička, un pequeño pueblo situado a 6 kilómetros de Banská Bystrica. Tras la captura del bastión rebelde, los judíos, partisanos, romaníes y otras personas detenidas en la zona fueron recluidos en la prisión del pueblo. De ellos, 743 personas fueron llevadas a Kremnička para ser ejecutadas en una serie de masacres entre noviembre y marzo, por el Einsatzgruppe H y el POHG. Entre las víctimas había 280 mujeres y 99 niños; la mitad eran judíos. Cientos de personas fueron asesinadas en el pueblo cercano de Nemecká, donde los cuerpos de las víctimas fueron quemados después de ser fusilados. El cementerio judío de Zvolen fue utilizado como lugar de ejecución; 218 cuerpos fueron exhumados al final de la guerra.

## Consecuencias

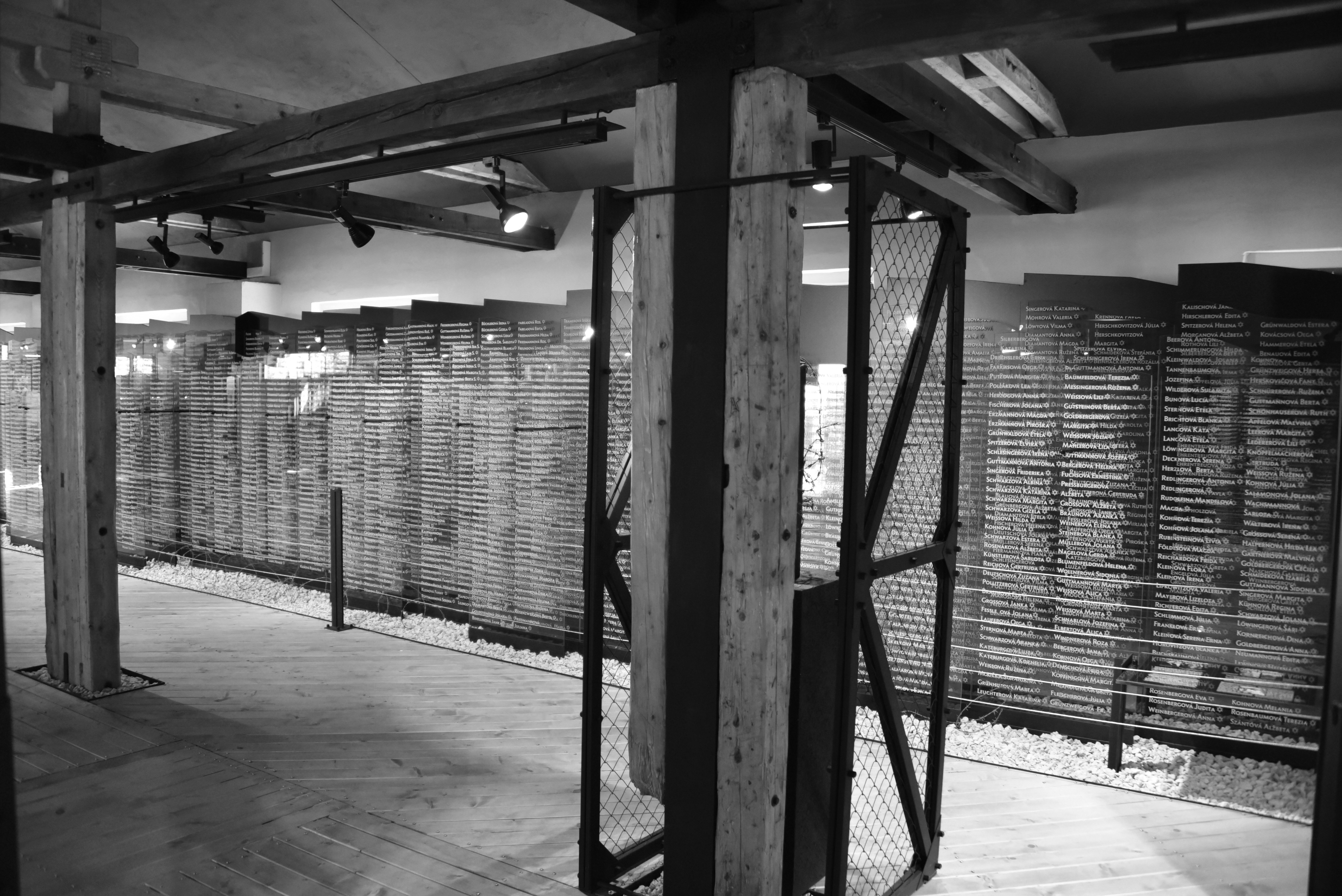
Nombres de los judíos asesinados en el antiguo campo de concentración de Sereď.

El Ejército Rojo capturó Eslovaquia a finales de abril de 1945. Alrededor de 69.000 judíos, el 77 por ciento de la población de antes de la guerra, habían sido asesinados. Además de los 10.000 a 11.000 judíos que sobrevivieron en Eslovaquia, regresaron 9.000 judíos que habían sido deportados a campos de concentración o habían huido al extranjero, y 10.000 judíos sobrevivieron en los territorios anexionados a Hungría. A finales de 1945, 33.000 judíos vivían en Eslovaquia. Muchos supervivientes habían perdido a toda su familia, y un tercio padecía tuberculosis. Aunque una ley checoslovaca de posguerra anulaba las transacciones de propiedades derivadas de la persecución nazi, el gobierno autónomo eslovaco se negó a aplicarla. Los bienes sin herederos fueron nacionalizados en 1947 en el Fondo de Liquidación de Moneda. Los que habían robado propiedades judías eran reacios a devolverlas; los antiguos miembros de la resistencia también se habían apropiado de algunas propiedades robadas. El conflicto por la restitución dio lugar a intimidaciones y ataques violentos, como el pogromo de Topoľčany de septiembre de 1945 y los disturbios del Congreso Partisano en agosto de 1946. La historiadora polaca Anna Cichopek-Gajraj calcula que al menos 36 judíos fueron asesinados y más de 100 resultaron heridos en la violencia de posguerra.
Josef Witiska [de; fr; sv], el comandante del Einsatzgruppe H, se suicidó en 1946 durante su extradición a Checoslovaquia; Wisliceny fue juzgado, condenado y ejecutado en Bratislava en 1948; y Brunner escapó de la justicia en Siria. Tiso (que había huido a Austria) fue extraditado a Checoslovaquia, condenado por traición y colaboración, sentenciado a muerte el 15 de abril de 1947 y ejecutado tres días después. Según el tribunal, su acción "más inmoral, más anticristiana y más inhumana" fue ordenar la deportación de los judíos eslovacos. Otros autores, incluido Tuka, también fueron juzgados, condenados y ejecutados. Tanto Tiso como Tuka fueron juzgados en virtud del Decreto 33/1945, una ley ex post facto que ordenaba la pena de muerte por la supresión del Levantamiento Nacional Eslovaco; su papel en el Holocausto fue un subconjunto de los crímenes por los que fueron condenados. Los autores de algunos de los artículos y caricaturas antisemitas más atroces fueron procesados después de la guerra. Los juicios pintaron a los funcionarios del Estado eslovaco como traidores, exonerando así a la sociedad eslovaca de la responsabilidad del Holocausto.
El gobierno checoslovaco apoyó el sionismo, insistiendo en que los judíos se asimilaran a la cultura checoslovaca o emigraran a Palestina. Los judíos que habían declarado la nacionalidad alemana o húngara en un censo anterior a la guerra fueron despojados de su ciudadanía, perdiendo cualquier derecho de restitución, y fueron amenazados con la deportación. La mayoría de los judíos de Eslovaquia emigraron a Israel o a otros países en los años posteriores a la guerra. La emigración se aceleró en 1948 tras el golpe comunista y la nacionalización de muchas empresas después de la guerra. El número de comunidades judías disminuyó desde el máximo de la posguerra de 126 a 25, mientras que la población se redujo en un 80%. A finales de 1949 solo quedaban unos pocos miles de judíos. Muchos de los que decidieron quedarse cambiaron sus apellidos y abandonaron la práctica religiosa para encajar en la clase media eslovaca. En 2019, la población judía se estimaba entre 2.000 y 3.000 personas.

## Legado

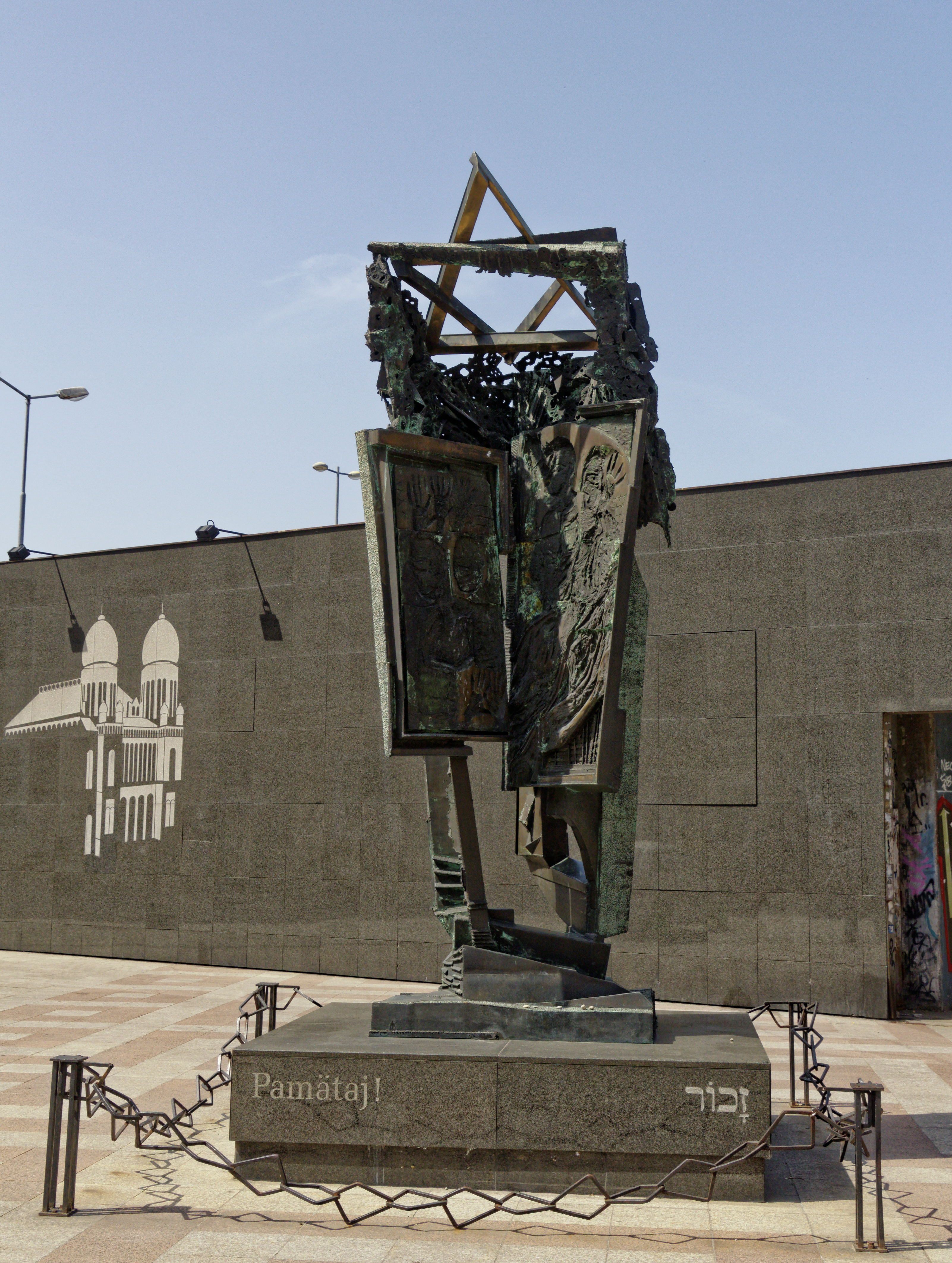
Monumento al Holocausto en Rybné námestie en Bratislava.

La actitud del gobierno hacia los judíos y el sionismo cambió después de 1948, lo que llevó al juicio de Slánský en 1952, en el que el gobierno checoslovaco acusó a catorce comunistas (once de ellos judíos) de pertenecer a una conspiración sionista. La censura política obstaculizó el estudio del Holocausto, y los monumentos conmemorativos a las víctimas del fascismo no mencionaban a los judíos. En la década de 1960, caracterizada por una liberalización conocida como la Primavera de Praga, se abrió el debate sobre el Holocausto. La película ganadora de un premio de la Academia en 1965, The Shop on Main Street, se centró en la culpabilidad eslovaca en el Holocausto. Tras la invasión de Checoslovaquia por el Pacto de Varsovia en 1968, las autoridades reprimieron la libertad de expresión, mientras que la propaganda antisionista, en gran parte importada de la Unión Soviética, se intensificó y viró hacia el antisemitismo tras la victoria israelí en la guerra de los Seis Días de 1967.
Tras la caída del régimen comunista en 1989, se produjo un resurgimiento nacionalista que condujo a la disolución de Checoslovaquia en 1993 y al gobierno nacionalista de Mečiar. Tras la caída de Mečiar en 1998, el gobierno eslovaco promovió el recuerdo del Holocausto para demostrar la identidad europea del país antes de su ingreso en la Unión Europea en 2004. Durante la década de 1990 se construyeron numerosos monumentos para conmemorar a las víctimas del Holocausto, y en octubre de 2001 Eslovaquia designó el 9 de septiembre (aniversario de la aprobación del Código Judío) como Día de las Víctimas del Holocausto y del Odio Racial. En 2002 se creó el Instituto Nacional de la Memoria para facilitar el acceso a los archivos del Estado eslovaco y del Estado comunista. El gobierno poscomunista promulgó leyes para la restitución de los bienes judíos, pero los requisitos de residencia y ciudadanía impidieron a los emigrantes presentar reclamaciones. En 2002, el diez por ciento del valor de la propiedad nacionalizada sin herederos se liberó en un fondo que pagó la educación judía y los monumentos del Holocausto. Desde enero de 2019, Yad Vashem (el monumento oficial israelí al Holocausto) ha reconocido a 602 eslovacos como Justos entre las Naciones por arriesgar sus vidas para salvar a los judíos.
El relativismo del Holocausto en Eslovaquia tiende a manifestarse como un intento de absolver al gobierno de Tiso de la culpa desviando la responsabilidad hacia los alemanes y los judíos. Un libro de texto de 1997, escrito por Milan Stanislav Ďurica y aprobado por el gobierno, provocó una controversia internacional (y finalmente fue retirado del plan de estudios) porque presentaba a los judíos como si hubieran vivido felizmente en campos de trabajo durante la guerra. Tiso y el Estado eslovaco han sido objeto de conmemoraciones católicas y ultranacionalistas. El partido neonazi Kotleba, con representación en el parlamento nacional y en el europeo y especialmente popular entre los votantes más jóvenes, promueve una visión positiva del Estado eslovaco. Su líder, Marian Kotleba, describió en una ocasión a los judíos como "demonios en piel humana". Los miembros del partido han sido acusados de negación del Holocausto, que es un delito penal desde 2001.